# Radioghidaj
Radioghidajul este un procedeu radiotehnic de conducere fără fir la țintă a corpurilor zburătoare ce nu au pilot la bord (rachetă sol-aer, Aeronavă fără pilot), prin observarea continuă a traiectoriei corpului (eventual și a țintei), prin calculul datelor obținute și modificarea direcției acestuia. Denumirea clasică a procedeului este teleghidare. Realizarea dirijării vehiculului nepilotat (sau a rachetelor militare) se face prin semnale radio. În acest scop obiectul teleghidat este prevăzut atăt cu un receptor de radio adecvat (ca lungime de undă, sensibilitate, selectivitate), cât și cu un servo-conductor (disp. de conducere electromecanic), care împreună pot urmări și transforma comenzile (date prin radio) primite, în manevre mecanice de conducere. Radioghidajul este folosit și în modelism pentru teleghidarea  modelelor de autovehicule, avioane sau vapoare.   